# 合肥信息技术职业学院
合肥信息技术职业学院（英语：Hefei Information Technology University）是位于安徽省合肥市的一所省属民办高等职业院校，成立于1997年。由安徽世杰教育集团举办，业务上接受安徽省教育厅的指导。